# Скорняков, Александр Николаевич
Александр Николаевич Скорняков (1854—?) — русский военный деятель, генерал-лейтенант (1916). Герой Первой мировой войны.

## Биография
В 1874 году получил образование в 1-го Московского кадетского корпуса и вступил в службу. В 1876 году после окончания Александровского военного училища произведён в подпоручики и выпущен в Литовский 51-й пехотный полк. В 1877 году произведён  в поручики, участник Русско-турецкой войны.
В 1880 году произведён в штабс-капитаны. В 1886 году после окончания Офицерской стрелковой школы произведён в капитаны, в 1892 году в подполковники, в 1903 году «за отличие» в полковники. С 1904 года командир 2-го Кавказского стрелкового батальона. С 1906 года командир 13-го Эриванского гренадёрского полка. В 1910 года произведён в генерал-майоры с назначением командиром 2-й бригады 51-й пехотной дивизии.
С 1914 года участник Первой мировой войны, командир бригады 62-й пехотной дивизии.
29 мая 1915 года «за храбрость» был награждён  Георгиевским оружием. 
С 1915 года командующий 105-й пехотной дивизией. В 1916 году произведён в генерал-лейтенанты. С 1917 года в резерве чинов при штабе Киевского военного округа. 9 октября 1917 года «за храбрость» награждён орденом Святого Георгия 4-й степени. 

## Награды
- Орден Святого Станислава 3-й степени с мечами и бантом (1877)
- Орден Святой Анны 3-й степени с мечами и бантом (1878)
- Орден Святого Станислава 2-й степени с мечами (1979)
- Орден Святой Анны 2-й степени (1895)
- Орден Святого Владимира 3-й степени (1908)
- Орден Святого Станислава 1-й степени с мечами (ВП 24.04.1915)
- Георгиевское оружие (ВП 29.05.1915)
- Орден Святой Анны 1-й степени с мечами (ВП 19.04.1916)
- Орден Святого Георгия 4-й степени (ПАФ 09.10.1917)